# The Acid Test (film 1914 Victor)
The Acid Test è un cortometraggio muto del 1914. Il nome del regista non viene riportato nei credit del film prodotto dalla Victor Film Company.

## Produzione
Il film fu prodotto dalla Victor Film Company.

## Distribuzione
Distribuito dall'Universal Film Manufacturing Company, il film - un cortometraggio in due bobine - uscì nelle sale cinematografiche USA il 16 marzo 1914.